# Свети Йоан Алитургетос (Несебър)
„Свети Йоан Алитургетос“ или „Свети Иван Неосветени“ е православна църква в Несебър, България. Тя е част от Архитектурно-историческия резерват в града, който е част от Световното наследство на ЮНЕСКО и един от 100-те национални туристически обекта.

## История, архитектурни и художествени особености
Църквата е построена през XIII-XIV век и има размери 18,5 x 10,25 м. Тя е засегната силно от Чирпанското земетресение през 1913 година, но още преди това не функционира. Според легендата църквата изобщо не е освещавана (оттам и името ѝ – „алитургетос“ е „неосветен“ на гръцки), тъй като по време на строежа загива един от работниците. В същото време, според някои източници, в църквата са провеждани богослужения.
Макар и не добре запазена и пострадала от земетресението през 1913 г., църквата бележи върховия етап в строителството на култови сгради през този бляскав предренесансов период на средновековна България.
Църквата е кръстокуполна, с квадратен наос и просторен притвор. В средата на наоса се издигат четири колони, поддържащи висок тесен купол. Най-характерни са фасадите на църквата. Тук живописният стил е достигнал най-високото си развитие. Чрез умело редуване на белите каменни блокове и червени тухлички, комбинирани с керамични панички, са получени най-различни орнаменти, които представляват истински многоцветни шевици. Всички фасади са разработени по различен начин. Особено красиво е изработена запазената източна фасада на църквата, с нейните три разчленени апсиди, украсени със стройни ниши и елегантни аркатури.